# Melcha rufipes
Melcha rufipes là một loài tò vò trong họ Ichneumonidae.